# Veit Ludwig von Seckendorff
Veit Ludwig von Seckendorf (20 décembre 1626 – 18 décembre 1692) est un historien allemand.

## Biographie
Né à Herzogenaurach, il est issu de la famille noble von Seckendorff. À la mort de son père en 1642, il se consacre à l'étude de l'histoire et du droit et entre à l'université de Strasbourg. À sa sortie, il devient gentilhomme de la cour du duc Ernest le Pieux de Saxe-Gotha, où il occupe d'importantes fonction judiciaires et administratives.
En 1664, il se met au service du duc Maurice de Saxe-Zeitz. À la mort de ce dernier, il démissionne de toutes ses charges et se retire dans ses terres de Meuselwitz. Il entretient cependant une correspondance nourrie avec les principaux lettrés de son temps.
Il est nommé en 1692 chancelier de l'université de Halle nouvellement créée par le roi de Prusse, mais il meurt quelques semaines après.

## Œuvres
- Teutscher Fürstenstaat (1656 et 1678), un manuel de droit public allemand ;
- Compendium historiæ ecclesiasticæ, 1666 ;
- Der Christenstaat (1685), une apologie de la chrétienté contenant des suggestions pour une réforme de l'Église, basée pour les Pensées de Pascal et les idées de Philipp Jacob Spener ;
- Commentarius Historicus et apologeticus de Lutheranismo sive de Reformatione (3 volumes, Leipzig, 1692), où il réfute l’Histoire du Luthéranisme du jésuite Louis Maimbourg (Paris, 1680). C'est son œuvre principale, qui constitue toujours aujourd'hui une source précieuse pour l'histoire de la Réforme ;
- plusieurs contributions aux Acta Eruditorum de 1683 à 1692.